# Frente Lao de Construcción Nacional
El Frente Laosiano de Construcción Nacional (FLCN, en idioma laosiano: Neo Lao Sang Xat) es el frente popular de Laos, fundado en 1979 y liderado por el Partido Popular Revolucionario de Laos (PPRL, que hasta ese año se llamaba Pathet Lao). Se creó para dirigir las organizaciones de masas y otras organizaciones sociopolíticas. En 1988 se amplió para incluir a ciertas minorías étnicas. También está a cargo de los asuntos religiosos; todos los grupos religiosos en Laos están registrados en el FLCN.

## Presidentes del Comité del FLCN

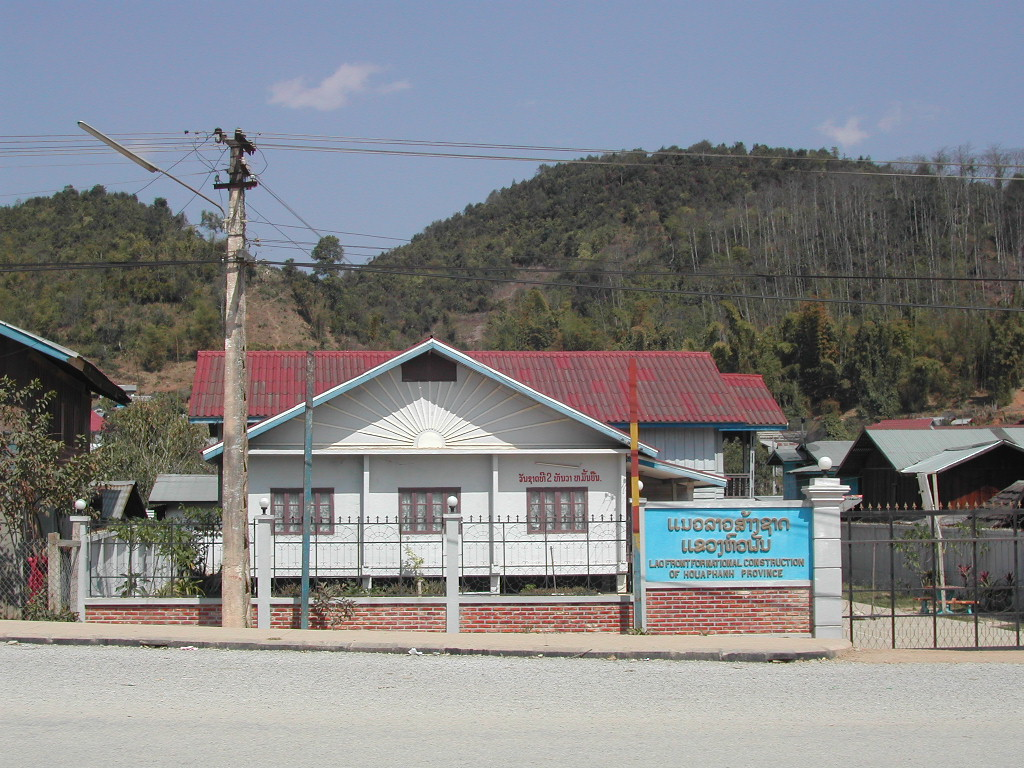
LFNC building in Sam Neua.

- Souphanouvong (1976-1986)
- Phoumi Vongvichit (1986-1991)
- Khamtai Siphandon (1991-2001)
- Sisavath Keobounphanh (2001-2011)
- Phandoungchit Vongsa (2011-)